# Rhamnapoderus tawetensis
Rhamnapoderus tawetensis là một loài bọ cánh cứng trong họ Attelabidae. Loài này được Janczyk miêu tả khoa học năm 1960.